# Cocon (film)
Pour les articles homonymes, voir Cocon (homonymie).
Pour plus de détails, voir Fiche technique et Distribution.
Cocon (Kokon) est un film allemand réalisé par Leonie Krippendorff, sorti en 2020.

## Synopsis
À Berlin, lors de l'été 2018, Nora, 14 ans, passe le temps avec sa grande sœur Jule et la meilleure amie de celle-ci, Aylin. Elle a aussi ses premières menstruations et fume du cannabis pour la première fois. Elle fait aussi la rencontre de Romy et tombe amoureuse d'elle.

## Fiche technique
Sauf indication contraire, les informations mentionnées dans cette section peuvent être confirmées par la base de données cinématographiques IMDb,  présente dans la section « Liens externes ».
- Titre : Cocon
- Titre original : Kokon
- Réalisation et scénario : Leonie Krippendorff
- Musique : Maya Postepski
- Photographie : Martin Neumeyer
- Montage : Emma Gräf
- Production : Jost Hering
- Société de production : Jost Hering Filmproduktion, Das Kleine Fernsehspiel et Amard Bird Films
- Pays :  Allemagne
- Genre : Drame et romance
- Durée : 99 minutes
- Dates de sortie : 
  -  Allemagne : 21 février 2020 (Berlinale)

## Distribution
- Lena Urzendowsky : Nora
- Jella Haase : Romy
- Anna Lena Klenke : Jule
- Elina Vildanova : Aylin
- Franz Hagn : Rudi
- Anja Schneider : Vivienne
- Kim Riedle : Mme. Novak
- Bill Becker : David
- Hussein Eliraqui : Ahmad
- Denise Owono : Ayse

## Distinctions
Le film a été présenté à la Berlinale 2020 dans la section Generation 14plus et a été nommé pour le Teddy Award. Il a remporté deux Bayerischer Filmpreis : meilleur espoir féminin pour Lena Urzendowsky et meilleur jeune réalisateur. Il a aussi l'Iris Prize du meilleur long métrage.